# جراحة الليزر
جراحة الليزر هي عملية جراحية يتم فيها قطع الأنسجة بالليزر(مشرط الليزر) بدلا من المشرط التقليدي، حيث تعمل حزمة شعاع الليزر على تبخير الماء الموجود في الأنسجة اللينة ومن ثم قطعها، وغالبا ما تستخدم في جراحة العيون.

## أمثلة
- تقنية الليزك: تستخدم لتصحيح عيوب انكسار العين مثل طول النظر، قصر النظر أو الاستيجماتيزم وذلك بإزالة جزء صغير من أنسجة القرنية بواسطة جهاز اكزايمر ليزر.
- جراحة الليزر الأخضر: يستخدم لعلاج/الحد من تضخم البروستاتا .

## اقرأ أيضاً
- جراحة الليزر للأنسجة اللينية